# Stonea oleaginosa
Stonea oleaginosa là một loài Rêu trong họ Pottiaceae. Loài này được (I.G. Stone) R.H. Zander miêu tả khoa học đầu tiên năm 1989.